# Rush (Nueva York)
Rush es un pueblo ubicado en el condado de Monroe en el estado estadounidense de Nueva York. En el año 2000 tenía una población de 3,603 habitantes y una densidad poblacional de 45 personas por km².

## Geografía
Rush se encuentra ubicado en las coordenadas 42°59′45″N 77°38′44″O / 42.99583, -77.64556.

## Demografía
Según la Oficina del Censo en 2000 los ingresos medios por hogar en la localidad eran de $67,632 y los ingresos medios por familia eran $73,269. Los hombres tenían unos ingresos medios de $48,802 frente a los $39,357 para las mujeres. La renta per cápita para la localidad era de $27,174. Alrededor del 0.5% de la población estaban por debajo del umbral de pobreza.